# Агум I
Агум I Махру (д/н — бл. 1704 до н. е.) — 2-й вождь каситів близько 1726—1704 років до н. е. Його прізвисько перекладається як «Давній» або «Старий». Також відомий як Агум Великий (Агум-рабу).

## Життєпис
Син вождя Гандаша. Згадується в Вавилонському царському списку А та Синхронічному списку царів, відповідно до яких панував 22—26 років. Ймовірно, в цей час касити все ще були кочівниками, здійснювали грабіжницькі напади на Вавилонію та міста середньої течії Євфрату.
Можливо зумів на деякий час зайняти землі колишньої держави Марі та змусив державу Хана платити данину. Йому спадкував син Каштіліаш I.